# Rutupiae
Rutupiae era un insediamento romano corrispondente alla moderna Richborough, nei pressi di Sandwich nel Kent. La città fu fondata nel 43, a seguito dell'invasione romana della Britannia e divenne uno dei porti principali della Britannia romana.
Dell'epoca romana si conservano resti di diverse epoche, che collettivamente prendono il nome di Richborough Fort o Richborough Roman Fort e sono affidati all'English Heritage: le prime fortificazioni furono scavate nel I secolo, probabilmente come deposito e testa di ponte per l'esercito romano, poi trasformate in edifici civili di una città che prese un carattere commerciale e infine soppiantate attorno al 277 da uno dei forti che difendevano la Costa sassone, costruito probabilmente dall'usurpatore Carausio. Il forte fu abbandonato con il ritiro delle truppe romane dalla Britannia all'inizio del V secolo.

## Storia

### I-II secolo
Secondo la maggioranza degli storici, Richboroug fu il punto in cui sbarcò l'esercito romano impegnato nella conquista della Britannia del 43: ad avvalorare questa tesi è la presenza di trincee e fortificazioni del I secolo, che gli storici ritengono servissero a proteggere la testa di ponte e i depositi di provviste romani. Nel 2008, durante gli scavi delle mura romane, sono state trovate tracce dell'antica linea di costa, distante quasi quattro km da quella moderna, che confermano come i terrapieni servissero a difendere una testa di ponte di circa 700 metri sulla spiaggia.
Man mano che l'invasione si spostava sempre più a nord, Rutupiae divenne sempre più un insediamento civile, con templi, un anfiteatro, una mansio (un ostello per funzionari in missione), terme ed un ufficio amministrativo (costruito in più fasi). Come porto, la città rivaleggiò con Portus Dubris, la moderna Dover, sito 25 km più a sud lungo la costa. Rutupiae era famosa nel mondo romano per la bontà delle sue ostriche (Giovenale le paragonava a quelle italiane allevate nel Lago di Lucrino), mentre "costa rutupina" fu usato in alcune opere letterarie come sinonimo per l'intera costa della Britannia.
Un grande arco trionfale tetrapilo, di cui si sono conservate solo le fondamenta, fu eretto sulla Watling Street, la strada principale che portava da Rutupiae a Londinium (Londra). Le sue dimensioni e la sua posizione (fu eretto al limitare del porto, a simboleggiare l'ingresso formale nella Britannia romana) suggeriscono che fosse stato costruito per celebrare la conquista definitiva della Britannia dopo la vittoria di Gneo Giulio Agricola nella battaglia del Monte Graupio (83 o 84). Alto quasi 25 metri, aveva la facciata rivestita in pietra.

### III-V secolo

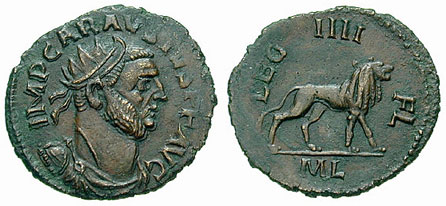
Moneta di Carausio simile a quelle trovate a Rutupiae

Durante il tardo III secolo, l'insediamento civile, ingranditosi fino a raggiungere i 25 ettari, fu parzialmente rimilitarizzato e convertito in forte della Costa sassone. I forti della Costa Sassone furono costruiti dai Romani lungo le coste inglesi e francesi della Manica, per difendersi dagli attacchi dei pirati sassoni. La costruzione del forte di Rutupiae sembra essere iniziata nel 277 e terminata nel 285, durante il regno di Carausio, secondo le attestazioni numismatiche; per la sua edificazione fu demolito l'arco trionfale e se ne riutilizzarono i materiali. Il forte si estendeva su 2 ettari ed era circondato da mura massicce alte 8 metri, che formavano un quadrato quasi perfetto, con l'ingresso principale ad ovest. Le mura settentrionali e quelle meridionali erano però differenti: quest'ultime furono costruite da un'unica squadra di lavoratori, mentre le prime sembrano essere state edificate da più squadre. Questo suggerisce che le mura settentrionali fossero state edificate dopo il completamento di quelle meridionali. L'insediamento civile continuò ad esistere accanto al forte, fino all'abbandono da parte dei Romani.
Esiste una struttura esagonale, oggi quasi totalmente distrutta, che si ritiene possa essere un fonte battesimale di una chiesa in legno, costruita tra la fine del IV e l'inizio del V secolo.
La Notitia dignitatum, che per questa parte dell'impero fu compilata alla fine del IV secolo (nel 395 circa), designa Rutupiae come sede del prefetto della Legio II Augusta, sottoposto al Comes litoris Saxonici per Britannias.
Rutupiae fu abbandonata dai Romani all'inizio del V secolo e sul luogo si insediò successivamente una comunità religiosa sassone.